# Eminium lehmannii
Eminium lehmannii là một loài thực vật có hoa trong họ Ráy (Araceae). Loài này được (Bunge) Kuntze mô tả khoa học đầu tiên năm 1891.